# 최인석 (법조인)
최인석(崔寅奭, 1957년 ~ )은 대한민국의 제19대 울산지방법원장을 맡고 있는 법관이다. 2018년 11월 29일 법원 내부통신망 코트넷에 "털어서 먼지 안 나는 사람 없다"는 속담을 인용하며 "검찰은 수사에 착수하면 일단 주거 등 개인적인 공간들을 먼저 들여다보고 시작한다 문제는 ‘증거를 찾기 위하여’ 들여다보는 것이 아니라 ‘혐의를 찾기 위해’ 들여다보려고 하는 것"이라고 하면서 검찰의 사법권 남용 의혹 수사에 대해 비판하면서 법원의 사법행정권 남용에 대한 압수수색영장 발부에 인색하다는 지적에 대해 "사람들이여! 메멘토 모리!('너는 반드시 죽는다는 것을 기억하라'는 의미의 라틴어) 당신의 주거와 PC, 스마트폰, 그리고 계좌도 압수수색의 대상이 될 수 있음을 기억하십시오"라고 말했다. 이에 대해 법원 내부에서 비판이 잇따르자 다시 코트넷에 글을 올려 "1988년 대법원장 사퇴를 불러왔던 2차 사법파동 때 지역 법원 성명서를 처음 썼고, 각급 법원 판사회의도 법원행정처가 만들어 준 게 아니라 당시 단독 판사들이 싸워서 얻어낸 것"이라며 "1995년 전후 당시 수석부장판사가 나를 ‘노조위원장’이라고 불렀다"고 했다. 평소 지인들에게 "그만 둘 것"이라고 말하고 다녔던 최인석은 2019년 1월 7일 대법원장에게 "여러모로 볼 때 이제는 떠나야 할 때라고 생각되어 떠나는 것일 뿐"이라고 하면서 사표를 제출했다.

## 학력
- 대아고등학교 졸업
- 부산대학교 법학 학사

## 경력
- 1984년 제26회 사법시험 합격
- 1987년 제16기 사법연수원 수료
- 1997 부산고등법원 판사
- 1999 창원지방법원 거창지원 지원장
- 2002 창원지방법원 부장판사
- 2005 창원지방법원 통영지원 지원장
- 2009 창원지방법원 수석부장판사
- 2010 부산고등법원 부장판사
- 2012 ~ 2014.02 부산고등법원 수석부장판사
- 2014.02 ~ 2016.02 부산가정법원 법원장
- 2016.02 부산고등법원 부장판사
- 2017.02 ~ 2018.02 제주지방법원 법원장
- 2017.02 제주특별자치도선거관리위원회 위원장
- 2018.02 ~ 2019.02 제19대 울산지방법원 법원장